# Wereldkampioenschappen synchroonzwemmen 2015 – Gemengd duet vrije routine
De vrije routine voor gemengde duetten tijdens de wereldkampioenschappen synchroonzwemmen 2015 vond plaats op 28 en 30 juli 2015 in de Kazan Arena in Kazan.
Dit onderdeel stond voor de eerste maal op het programma tijdens de wereldkampioenschappen.

## Uitslag
| Rang   | Land             | Namen                                 | Voorronde | Voorronde | Finale  | Finale |
| Rang   | Land             | Namen                                 | Punten    | Rang      | Punten  | Rang   |
| ------ | ---------------- | ------------------------------------- | --------- | --------- | ------- | ------ |
| Goud   | Rusland          | Aleksandr Maltsev Darina Valitova     | 89.3667   | 2         | 91.7333 | 1      |
| Zilver | Verenigde Staten | Kristina Lum Bill May                 | 90.5000   | 1         | 91.4667 | 2      |
| Brons  | Italië           | Giorgio Minisini Mariangela Perrupato | 87.9667   | 4         | 89.3333 | 3      |
| 4      | Frankrijk        | Benoît Beaufils Virginie Dedieu       | 88.5333   | 3         | 88.5333 | 4      |
| 5      | Spanje           | Gemma Mengual Pau Ribes               | 86.9000   | 5         | 86.8000 | 5      |
| 6      | Oekraïne         | Kateryna Reznik Anton Timofejev       | 85.5667   | 6         | 85.1333 | 6      |
| 7      | Japan            | Atsushi Abe Yumi Adachi               | 84.9667   | 7         | 84.9000 | 7      |
| 8      | Canada           | Stéphanie Leclair René Prévost        | 82.3333   | 8         | 82.5333 | 8      |
| 9      | Turkije          | Gökçe Akgün Yağmur Demircan           | 76.5333   | 9         | 76.3667 | 9      |
| 10     | Tsjechië         | Ondřej Cibulka Sabina Holubová        | 73.7000   | 10        | 71.5667 | 10     |